# Проплеопусы
Проплеопусы (лат. Propleopus, букв. «до плеопуса», где Pleopus — устаревшее латинское название рода, к которому относили, в частности, мускусную кенгуровую крысу) — вымерший род сумчатых. Известны два вида: P. chillagoensis, существовавший в плиоцене и плейстоцене, и P. oscillans, существовавший в плейстоцене. В отличие от большинства представителей кенгуровых, проплеопус, как и его доживший до современности мелкий сородич — мускусная кенгуровая крыса — был, судя по строению зубов, всеядным.